# Leucon tener
Leucon tener är en kräftdjursart som beskrevs av Hansen 1920. Leucon tener ingår i släktet Leucon och familjen Leuconidae. Inga underarter finns listade i Catalogue of Life.